# 箱根強羅ホテル
『箱根強羅ホテル』（はこねごうらホテル）は、井上ひさしによる戯曲。
第二次世界大戦末期の箱根強羅ホテルを舞台に、憲兵・陸軍・海軍のスパイ工作をコメディタッチで描いた作品で、劇中に『ひょっこりひょうたん島』の曲も使用されている。